# Hermann Ganswindt

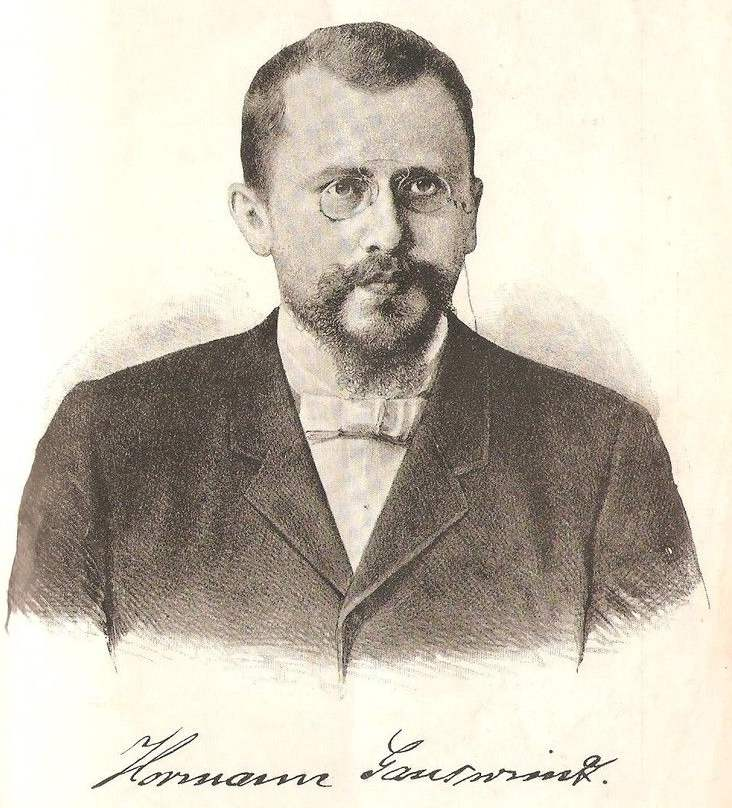
Hermann Ganswindt

Johann Hermann Ganswindt (* 12. Juni 1856 in Voigtshof bei Seeburg, Ermland; † 25. Oktober 1934 in Berlin) war ein deutscher Erfinder und Raketenpionier, dessen Apparate (lenkbares Luftschiff, Hubschrauber, Explosionsmotor) seiner Zeit voraus waren.

## Jugend
Er war ein Sohn des Mühlenbesitzers Carl Florian Ganswindt und seiner Ehefrau Euphrosine geborene Dost. Ganswindt fiel schon in früher Jugend durch sein Interesse an der Technik auf. Noch als Schüler entwickelte er einen Freilauf für Fahrräder, den er später in Berlin-Schöneberg auch selbst produzierte. Auf Drängen der Eltern nahm er in Zürich und Leipzig ein Jurastudium auf; nach dem Wehrdienst schrieb er sich an der Berliner Universität ein, an der er exmatrikuliert wurde, weil er keine Vorlesungen besuchte.

## Vorschläge für die Raumfahrt

Ganswindts Weltenfahrzeug

Nach 1880 entwickelte Ganswindt Konzepte für ein Weltraumfahrzeug, das nach dem Rückstoßprinzip durch Dynamitexplosionen angetrieben werden sollte. Er sah ein Zweistufenkonzept vor; das Raumfahrzeug sollte von einem Träger in die Höhe geschleppt werden. Dazu entwickelte er ab 1884 einen Helikopter.
Am 27. Mai 1893 hielt er in der Berliner Philharmonie einen öffentlichen Vortrag, in dem er sein Konzept eines Weltenfahrzeuges vorstellte. Im Juli 1901 fand in Berlin-Schöneberg der Erstflug seines Hubschraubers statt, der wahrscheinlich der erste Motorflug von Menschen überhaupt war. Ein Film der Brüder Skladanowsky zu diesem Erstflug  ist verschollen. Ganswindt wurde wegen Manipulationen am Fluggerät sowie wegen falscher Angaben zu einer Finanzierung seines Projektes 1902 des Betruges bezichtigt und für acht Wochen in Untersuchungshaft genommen. Er wurde nach einer Flugvorführung angesichts seiner erwiesenen Unschuld freigelassen, stürzte durch die Vorhaltungen aber trotzdem in den geschäftlichen Ruin.
Ganswindt war ein Visionär, der seiner Zeit einige Jahrzehnte voraus gewesen zu sein scheint. Seine Zeitgenossen erkannten die Bedeutung seiner Ideen noch nicht. Außer den bereits genannten Erfindungen und praktischen Erprobungen hat Ganswindt folgende Ideen kreiert und ihre Realisierung auf eigene Kosten in Angriff genommen, darunter einen Tretmotor, ein Fahrrad mit Drahtachsen, Drahtachsenwaggons, Drahtachsenlager, Flaschenspülmaschine und andere.
Im hohen Alter stand er noch in Kontakt zu dem Raketenpionier Hermann Oberth, der ihm Kenntnis von Robert Goddards Arbeiten vermittelte. Auch mit Max Valier stand er noch in Kontakt.

## Ehrungen und Fortwirken

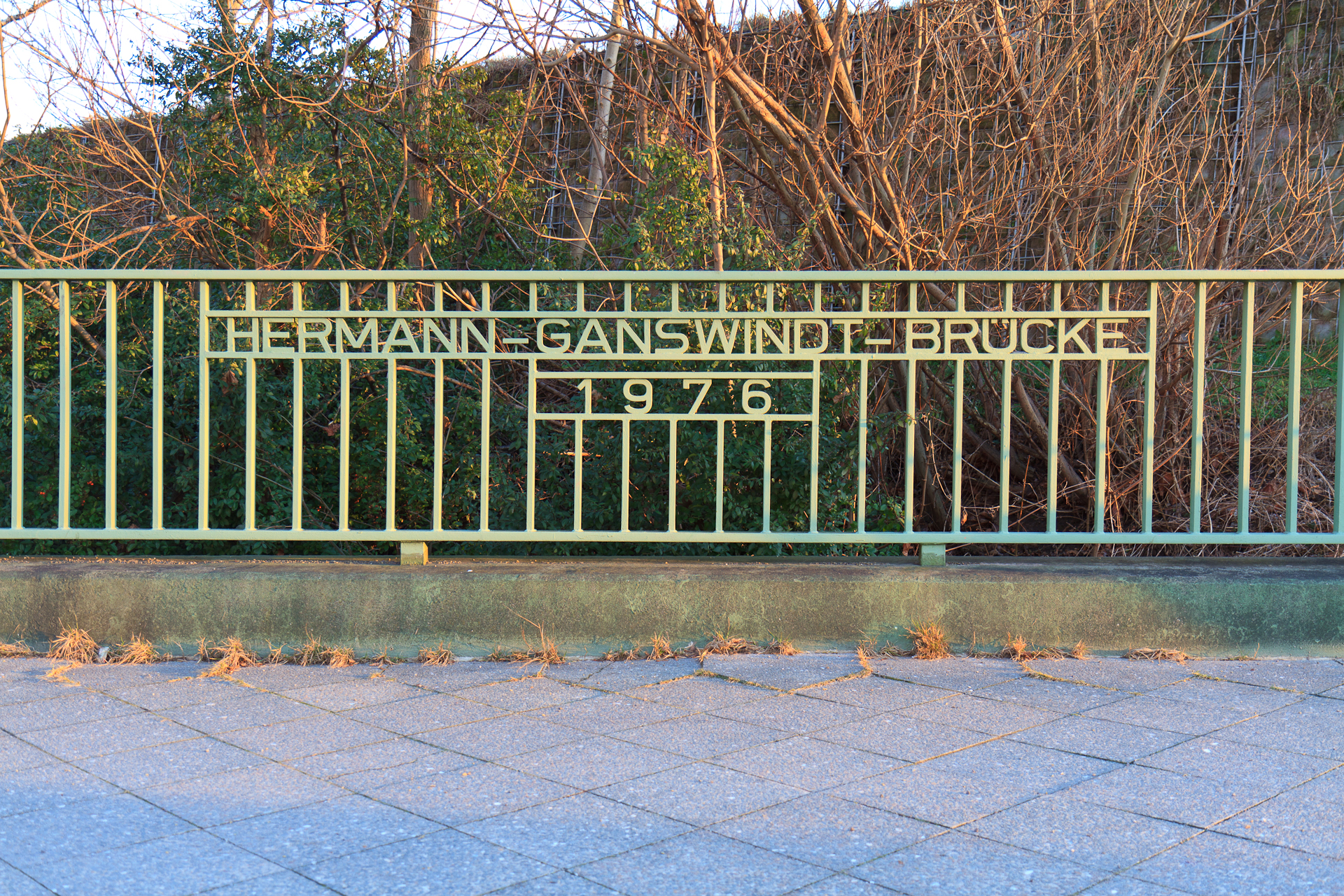
Schriftzug der Hermann-Ganswindt-Brücke in Berlin-Schöneberg

In Berlin-Schöneberg erinnert seit 1976 die Hermann-Ganswindt-Brücke an Ganswindt. Die Internationale Astronomische Union benannte den Mondkrater Ganswindt sowie das Amundsen-Ganswindt-Becken zu seinen Ehren. Ganswindts Begeisterung für die Raumfahrt übertrug sich auf einen seiner Söhne, der unter Wernher von Braun am amerikanischen Mondflugprogramm mitwirkte. Seine Tochter war die Physikerin Isolde Hausser.
Das Prinzip eines durch Schwarzpulverexplosionen angetriebenen Raumschiffs kam bei der NASA bei dem Orion-Projekt (1957–1965) als nuklearer Pulsantrieb in Planung.

## Veröffentlichungen
- Die Lenkbarkeit des aerostatischen Luftschiffes: gemeinfaßlich mit ausführlichen Berechnungen und Zeichnungen dargestellt. Gsellius, Berlin 1884.
- Das jüngste Gericht. Erfindungen von Hermann Ganswindt. 2. vermehrte Auflage mit Illustrationen und Gutachten. Selbstverlag, Schöneberg bei Berlin 1899.